# 細谷翠
細谷 翠（ほそや みどり、1990年7月10日 - ）は、ライムライトに所属するNHK専属のアナウンサーである。

## 経歴・人物
岩手県盛岡市出身。岩手県立盛岡第三高等学校、岩手大学卒業。
高校時代、第55回NHK杯全国高校放送コンテスト朗読部門で優良賞を受賞する。
2013年にNHK水戸放送局契約キャスターとなり、2015年に秋田テレビに移籍する。2019年からはNHK BS1を中心にNHKの専属キャスターとなる。
趣味は、ラーメン屋探し・酒場巡り・ライブ鑑賞・ショッピング。

## 担当番組
☆印は担当中

### 秋田テレビ勤務時
- AKTみんなのニュース[1]
- プライムニュースあきた

### ライムライト所属時
- ニュースウオッチ9 （ニュースリーダー、2021年度 - ）☆
- NHK手話ニュース845 （リーダー、2020年度 - ）☆ [3]
- Nらじ NHKきょうのニュース（ニュースリーダー、2024年4月 - ） ☆
- NHK BSニュース （キャスター、2019年度 - 2022年度）

## リンク
- 細谷 翠(ほそや みどり)/ライムライト［フリーアナウンサー・キャスター・リポーター事務所］
- 細谷 翠 （フリーアナウンサー） (@hosoya.midori) - Instagram